# Penelopides panini
Penelopides panini là một loài chim trong họ Bucerotidae.